# 黑边假龙胆
黑边假龙胆（学名：Gentianella azurea）为龙胆科假龙胆属下的一个种。

## 扩展阅读
- 維基物種上的相關：黑边假龙胆